# 석호문
석호문(石鎬文, 1923년 12월 4일 ~ 1978년 10월 15일)은 대한민국의 독립운동가이다.

## 생애

### 주요 경력
경상북도 성주 출생인 그는 1942년 일본군 강제 징집된 이후 2년이 지난 1944년 6월 중화민국 허난성(河南省)에서 일본군을 탈출하여 대한광복군 진영에 도착하였고 이후 대한광복군 제2지대 예하 제3구대 제1분대에 정식 입대를 하였으며, 이후 1945년 5월, 한미합작군사훈련에 본격 참가하여 대한광복군 세계 작전 정보파괴반에서 교육 과정을 수료한 후, 대한광복군 예하 국내정진군대 황해도반에 편성되어 대기하던 중 1945년 8월 15일, 황해도 해주에서 조선 광복을 목도하였다.
이후 1945년 12월 19일을 기하여 대한광복군 상사 예편한 그는 이듬해 1946년 1월에서 13년 후 1959년 3월까지 한국독립당 초급행정특보위원을 지냈고 1959년 3월에서 1966년 6월까지 한국독립당 대표행정자치위원을 지냈으며 이후 1966년 한국독립당을 탈당하였다.

### 학력
- 경상북도 성주고등농림학교 졸업(1942년)
- 대한민국 국방대학교 행정학사 1기(1956년)

### 정당 당원 이력
- 前 한국독립당 초급행정특보위원(1946년 1월 ~ 1959년 3월)
- 前 한국독립당 대표행정자치위원(1959년 3월 ~ 1966년 6월)

## 사후
그의 사후 대한민국 정부에서는 고인의 공훈을 기리고자 1982년 대한민국 대통령 표창장을, 1990년 대한민국 건국훈장 애족장을 각각 추서하였다.